# Matthew Glaetzer

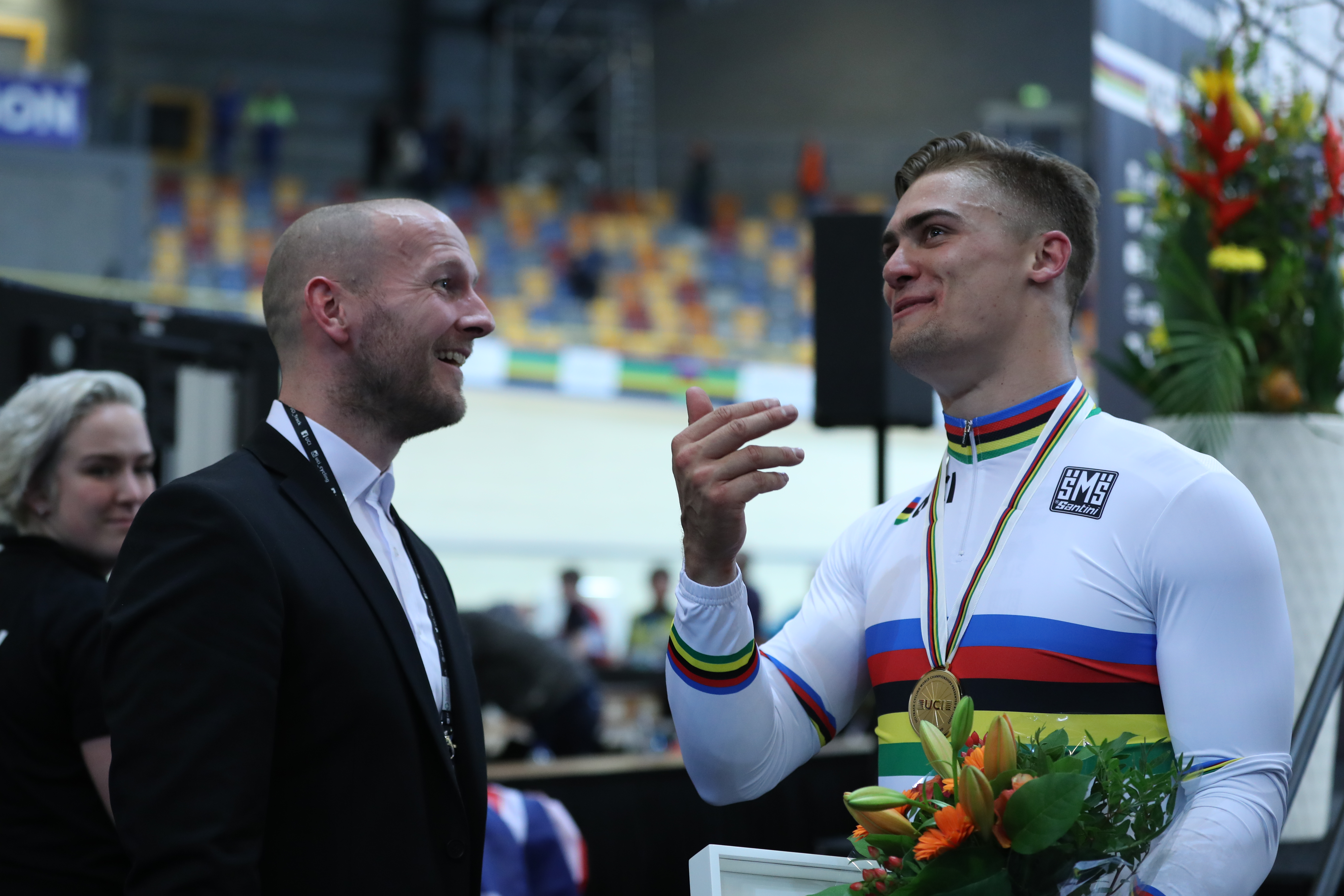
Glaetzer (r.) im Gespräch mit dem ehemaligen Weltmeister Teun Mulder

Matthew Glaetzer (* 24. August 1992 in Adelaide) ist ein ehemaliger australischer Bahnradsportler, der auf Kurzzeitdisziplinen spezialisiert war. Er gewann drei Weltmeistertitel, davon einen im Sprint (2018) und zwei im Teamsprint (2012, 2022).

## Sportliche Laufbahn
2009 und 2010 stand Matthew Glaetzer bei nationalen Junioren-Meisterschaften mehrfach auf dem Podium, bevor er mit dem Weltmeistertitel bei den Junioren 2010 zum ersten Mal international erfolgreich war. Ab 2011 fuhr er in der Elite, wurde australischer Meister im Teamsprint, gemeinsam mit Nathan Corrigan-Martella und James Glasspool, sowie Dritter im Sprint. Beim US Grand Prix of Sprinting belegte er Platz eins im Teamsprint, mit Daniel Ellis und Scott Sunderland.
2012 wurde Glaetzer australischer Meister im Keirin. Im selben Jahr wurde er gemeinsam mit Shane Perkins und Sunderland Weltmeister im Teamsprint, bei den Olympischen Spielen in London belegte er gemeinsam mit Perkins und Sunderland Rang vier. 2016 wurde er Vize-Weltmeister im Sprint. Im selben Jahr wurde er für die Teilnahme an den Olympischen Spielen in Rio de Janeiro zum Start im Sprint, im Keirin und im Teamsprint nominiert. Gemeinsam mit Nathan Hart und Patrick Constable belegte er im Teamsprint Rang vier, ebenso im Sprint. Im Keirin wurde er Zehnter.
2018 wurde Matthew Glaetzer Weltmeister im Sprint und gewann die Disziplinen Keirin und Zeitfahren bei den Commonwealth Games. In der Wintersaison 2018/19 entschied er vier von sechs Sprint-Läufen des Bahnrad-Weltcups für sich und gewann auch die Gesamtwertung. Zudem wurde er in dieser Saison Ozeanienmeister in Sprint und Keirin.
Im Oktober 2019 wurde bei Glaetzer Schilddrüsenkrebs diagnostiziert, nachdem er über Nackenschmerzen geklagt hatte. Die Schilddrüse wurde operativ entfernt; es folgte eine Behandlung mit Jodtabletten. Vor den Bahnradsport-Weltmeisterschaften 2020 in Berlin hatte er einen Trainingsunfall, bei dem er sich so verletzte, dass er nicht an den Titelkämpfen teilnehmen konnte.
2022 wurde Glaetzer in Sprint und Keirin zweifacher Ozeanienmeister und holte bei den Commonwealth Games  Gold in 1000-Meter-Zeitfahren und mit Leigh Hoffman und Matthew Richardson im Teamsprint. Bei den Bahnweltmeisterschaften 2022 wurde er mit Hoffman, Richardson und Thomas Cornish Weltmeister im Teamsprint, und im Sprint belegte er Platz drei.
Vor den Olympischen Spielen 2024 in Paris, den vierten seiner Karriere, kündigte Glaetzer an, dass dies sein letzter Wettkampf sein solle. Bei den Spielen gewann er zunächst gemeinsam mit Hoffman und Richardson die Bronzemedaille im Teamsprint und zum Abschluss der Bahnwettbewerbe, im letzten Rennen seiner Karriere, die Bronzemedaille im Keirin.

## Erfolge
2009
- Ozeanienmeister (Junioren) – Sprint, Keirin, Teamsprint (mit Jamie Green und Jackson Law), Mannschaftsverfolgung (mit Jackson Law, Jack Bennett und Alexander Edmondson)

2010
- Junioren-Weltmeister – Sprint, Keirin
- Junioren-Weltmeisterschaft – Teamsprint (mit Jamie Green und Maddison Hammond)
- Ozeanienmeisterschaft – Teamsprint (mit Alex Bird und Peter Lewis)

2011
- Weltmeisterschaft – Teamsprint (mit Daniel Ellis und Jason Niblett)
- Australischer Meister – Teamsprint (mit Nathan Corrigan-Martella und James Glasspool)

2012
- Weltmeister – Teamsprint (mit Shane Perkins und Scott Sunderland)
- Australischer Meister – Keirin, Teamsprint (mit Nathan Corrigan-Martella und James Glasspool)
- Ozeanienmeister 2013 – Sprint, Keirin, Teamsprint (mit Alex Bird und Peter Lewis)

2013
- Ozeanienmeister 2014 – Sprint, Keirin
- Ozeanienmeisterschaft 2014 – Teamsprint (mit Daniel Ellis und Shane Perkins)
- Weltcup in Aguascalientes – Sprint

2014
- Australischer Meister – Sprint, 1000-Meter-Zeitfahren
- Commonwealth Games – Keirin
- Commonwealth Games – Teamsprint (mit Nathan Hart und Shane Perkins)
- Weltcup in Guadalajara – Sprint
- Ozeanienmeister 2015 – Sprint
- Ozeanienmeisterschaft 2015 – Teamsprint (mit Daniel Ellis und Shane Perkins)

2015
- Australischer Meister – Sprint
- Ozeanienmeister 2016 – Sprint, Keirin
- Ozeanienmeisterschaft 2016 – Teamsprint (mit Peter Lewis und Patrick Constable)
- Weltcup in Cambridge – Sprint

2016
- Australischer Meister – Sprint, Teamsprint (mit Patrick Constable und Jai Angsuthasawit)
- Weltmeisterschaft – Sprint
- Ozeanienmeisterschaft 2017 – Sprint

2017
- Australischer Meister – Keirin, Teamsprint (mit Patrick Constable und Ben Scholl)
- Weltcup in Pruszków – Sprint
- Weltcup in Manchester – 1000-Meter-Zeitfahren
- Ozeanienmeisterschaft 2018 – Sprint

2018
- Australischer Meister – Sprint, Keirin, 1000-Meter-Zeitfahren, Teamsprint (mit Patrick Constable und Thomas Sexton)
- Weltmeister – Sprint
- Weltmeisterschaft – 1000-Meter-Zeitfahren
- Commonwealth Games – 1000-Meter-Zeitfahren, Keirin
- Ozeanienmeister 2019 – Sprint, Keirin
- Weltcup in Saint-Quentin-en-Yvelines – Sprint
- Weltcup in Milton – Sprint
- Weltcup in Berlin – Sprint

2019
- Bahnrad-Weltcup 2018/19 – Gesamtwertung Sprint

2022
- Australischer Meister – Sprint, Keirin, Teamsprint (mit Leigh Hoffman und Carlos Carisimo)
- Ozeanienmeister – Sprint, Keirin, Teamsprint (mit Thomas Cornish und Matthew Richardson)
- Commonwealth Games – 1000-Meter-Zeitfahren, Teamsprint (mit Leigh Hoffman und Matthew Richardson)
- Weltmeister – Teamsprint (mit Leigh Hoffman, Matthew Richardson und Thomas Cornish)
- Weltmeisterschaft – Sprint

2023
- Ozeanienmeister – 1000-Meter-Zeitfahren
- Ozeanienmeisterschaft – Sprint, Keirin
- Nations Cup in Milton – Teamsprint (mit Leigh Hoffman und Matthew Richardson)
- Weltmeisterschaft – 1000-Meter-Zeitfahren, Teamsprint (mit Leigh Hoffman, Matthew Richardson und Thomas Cornish)

2024
- Nations Cup in Adelaide – Teamsprint (mit Leigh Hoffman und Matthew Richardson und Thomas Cornish)
- Nations Cup in Hongkong – Teamsprint (mit Leigh Hoffman und Matthew Richardson und Thomas Cornish)
- Australischer Meister – Teamsprint (mit Leigh Hoffman und Maxwell Liebeknecht)
- Olympische Spiele – Teamsprint (mit Leigh Hoffman, Matthew Richardson)
- Olympische Spiele – Keirin